# L'Adoration des bergers (Le Corrège)
Pour les articles homonymes, voir L'Adoration des bergers.
L'Adoration des bergers, connue aussi comme  La Nuit pour la Sainte Nuit (en italien : Adorazione dei pastori ou La Notte, celle  de la Nativité) est un retable de 256,5 × 188 cm peint entre 1522 et 1530 selon la technique huile sur bois par Antonio Allegri da Correggio dit Le Corrège et aujourd'hui conservé à la Gemäldegalerie Alte Meister de Dresde.

## Historique
Le tableau est commandé le 24 octobre 1522 par Alberto Pratonieri pour la chapelle familiale dédiée à la Nativité dans la basilique San Prospero de Reggio d'Émilie.
Achevé courant 1530, année de l'inauguration de la chapelle, il est donc exécuté durant la même période que la Madonna di San Gerolamo (la Madone de saint Jérôme), actuellement conservée à la Galleria Nazionale di Parma. La parenté de style et de composition entre les deux œuvres est remarquable : le tableau de Parme est dénommé Il giorno (Le Jour) pour sa luminosité quand celui de Dresde est appelé La notte (La Nuit).
Le rendu de cette Adoration des bergers à l'ambiance nocturne est extrêmement suggestif grâce aux effets de la lumière qui émane de l'Enfant Jésus en irradiant les autres personnages et les nuages où le tourbillon des anges rappelle les fresques de la coupole de la cathédrale de Parme.
Il s'agit de l'un des tableaux les plus célèbres et parmi les plus imités du Corrège. Demeuré durant plus d'un siècle sur son lieu d'origine, il a pu être admiré par Vasari. En 1640 il est acquis par François Ier d'Este et conservé dans les collections ducales de Modène.
Il fait partie des cent chefs-d'œuvre vendus en 1740 par François III de Modène au prince-électeur de Saxe Auguste III et est, depuis lors, conservé à la Gemäldegalerie Alte Meister de Dresde. Il en existe une étude préparatoire à Cambridge.

## Postérité
Le tableau fait partie du musée imaginaire de l'historien français Paul Veyne, qui le décrit dans son ouvrage justement intitulé Mon musée imaginaire.

## Sources
- (it) Cet article est partiellement ou en totalité issu de l’article de Wikipédia en italien intitulé « Adorazione des pastori (Correggio) » (voir la liste des auteurs).